# Говорухіно
Говору́хіно (рос. Говорухино) — присілок у складі Білозерського району Курганської області, Росія. Входить до складу Ричковської сільської ради.
Населення — 11 осіб (2010, 7 у 2002).